# Scopula decoraria
Scopula decoraria är en fjärilsart som beskrevs av Jacob Hübner 1798. Scopula decoraria ingår i släktet Scopula och familjen mätare. Inga underarter finns listade.